# Luçay-le-Mâle
Pour les articles homonymes, voir Luçay.
Luçay-le-Mâle est une commune française située dans le département de l'Indre, en région Centre-Val de Loire.

## Géographie

### Localisation
La commune est située dans le nord du département, à la limite avec le département d'Indre-et-Loire. Elle est située dans la région naturelle du Boischaut Nord.
Les communes limitrophes sont : Veuil (7 km), Vicq-sur-Nahon (7 km), Langé (8 km), Villentrois-Faverolles-en-Berry (8 km), Écueillé (9 km), Gehée (10 km), Jeu-Maloches (10 km) et Nouans-les-Fontaines (11 km).
Les communes chefs-lieux et préfectorales sont : Valençay (10 km), Châteauroux (40 km), Issoudun (46 km), Le Blanc (62 km) et La Châtre (74 km).

### Hameaux et lieux-dits
Les hameaux et lieux-dits de la commune sont : la Séverie, le Plessis, la Chauvelière et Fertay.

### Géologie et hydrographie
La commune est classée en zone de sismicité 2, correspondant à une sismicité faible
.
Le territoire communal est arrosé par la rivière Modon.

### Climat
Pour des articles plus généraux, voir Climat du Centre-Val de Loire et Climat de l'Indre.
En 2010, le climat de la commune est de type climat océanique dégradé des plaines du Centre et du Nord, selon une étude du CNRS s'appuyant sur une série de données couvrant la période 1971-2000. En 2020, Météo-France publie une typologie des climats de la France métropolitaine dans laquelle la commune est exposée à un climat océanique altéré et est dans la région climatique Centre et contreforts nord du Massif Central, caractérisée par un air sec en été et un bon ensoleillement.
Pour la période 1971-2000, la température annuelle moyenne est de 11,4 °C, avec une amplitude thermique annuelle de 14,9 °C. Le cumul annuel moyen de précipitations est de 708 mm, avec 11,2 jours de précipitations en janvier et 6,8 jours en juillet. Pour la période 1991-2020, la température moyenne annuelle observée sur la station météorologique de Météo-France la plus proche, sur la commune de Lye à 11 km à vol d'oiseau, est de 12,1 °C et le cumul annuel moyen de précipitations est de 673,1 mm,. Pour l'avenir, les paramètres climatiques de la commune estimés pour 2050 selon différents scénarios d'émission de gaz à effet de serre sont consultables sur un site dédié publié par Météo-France en novembre 2022.

### Voies de communication et transports
Le territoire communal est desservi par les routes départementales : 13, 15F, 22, 33, 109, 151 et 960.
La ligne de Salbris au Blanc passe par le territoire communal. La gare de Luçay-le-Mâle fut le terminus de la ligne "Blanc-Argent" du TER Centre jusqu'en 2009, année où cette dernière fut limitée à la gare de Valençay, qui est désormais la gare ferroviaire exploitée la plus proche (12 km). Un peu plus loin se trouvent les gares de Saint-Aignan et de Selles-sur-Cher, sur la ligne de Vierzon à Saint-Pierre-des-Corps.
Les deux gares situées sur la commune, la gare de La Foulquetière et la gare de Luçay-le-Mâle, ne sont desservies qu'à la saison estivale, par le train touristique du Bas-Berry.
Luçay-le-Mâle est desservie par la ligne S du Réseau de mobilité interurbaine et par la ligne 7 du réseau d'autocars TER Centre-Val de Loire.
L'aéroport le plus proche est l'aéroport de Châteauroux-Centre, à 42 km.
Le territoire communal est traversé par le sentier de grande randonnée de pays de Valençay.

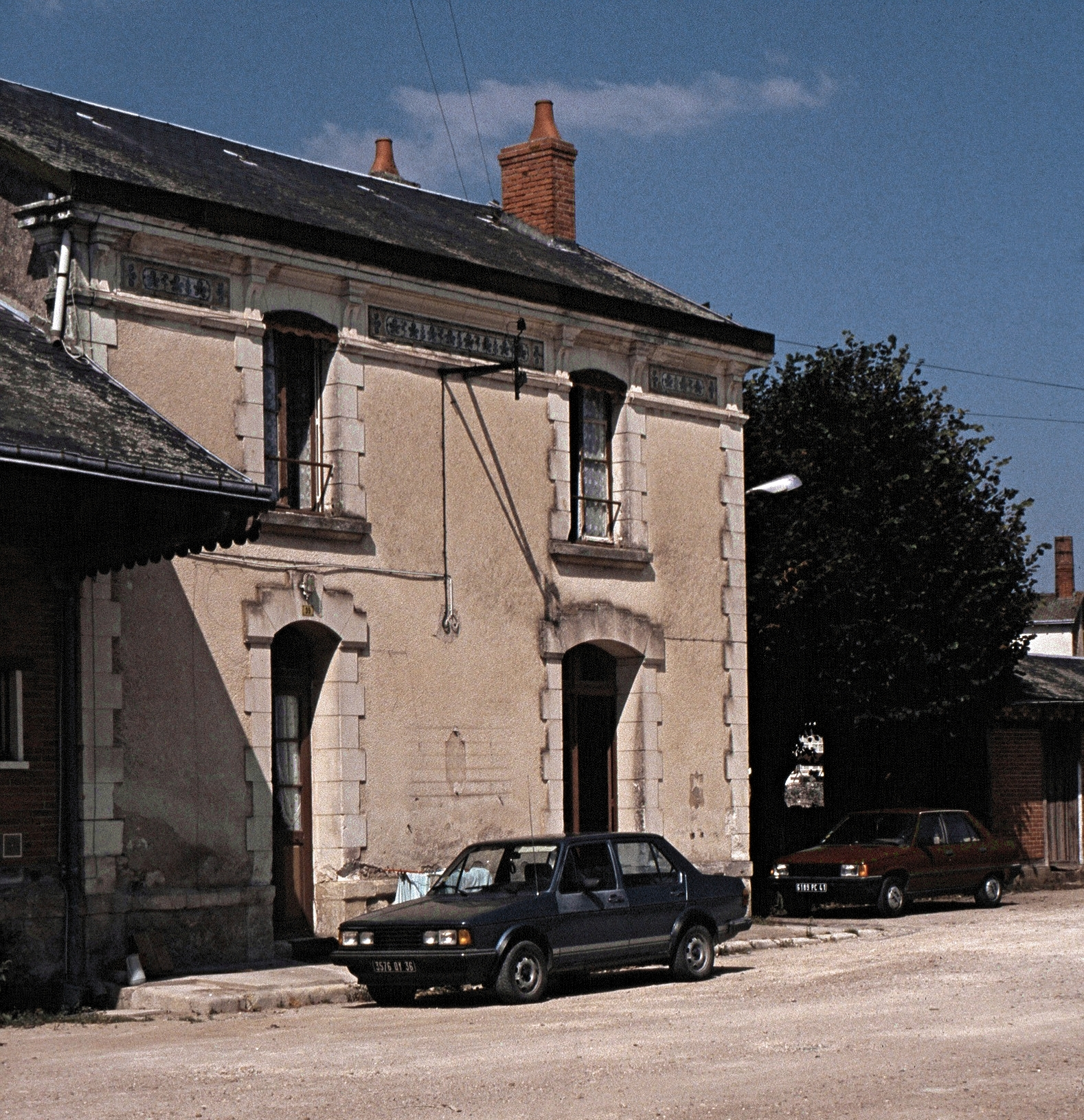
La gare de Luçay-le-Mâle en 1993.

## Urbanisme

### Typologie
Au 1er janvier 2024, Luçay-le-Mâle est catégorisée commune rurale à habitat dispersé, selon la nouvelle grille communale de densité à sept niveaux définie par l'Insee en 2022.
Elle est située hors unité urbaine et hors attraction des villes,.

### Occupation des sols
L'occupation des sols de la commune, telle qu'elle ressort de la base de données européenne d’occupation biophysique des sols Corine Land Cover (CLC), est marquée par l'importance des territoires agricoles (80,3 % en 2018), une proportion sensiblement équivalente à celle de 1990 (80,8 %). La répartition détaillée en 2018 est la suivante : 
terres arables (67,9 %), forêts (18,2 %), prairies (7,5 %), zones agricoles hétérogènes (4,9 %), zones urbanisées (1,4 %). L'évolution de l’occupation des sols de la commune et de ses infrastructures peut être observée sur les différentes représentations cartographiques du territoire : la carte de Cassini (XVIIIe siècle), la carte d'état-major (1820-1866) et les cartes ou photos aériennes de l'IGN pour la période actuelle (1950 à aujourd'hui).

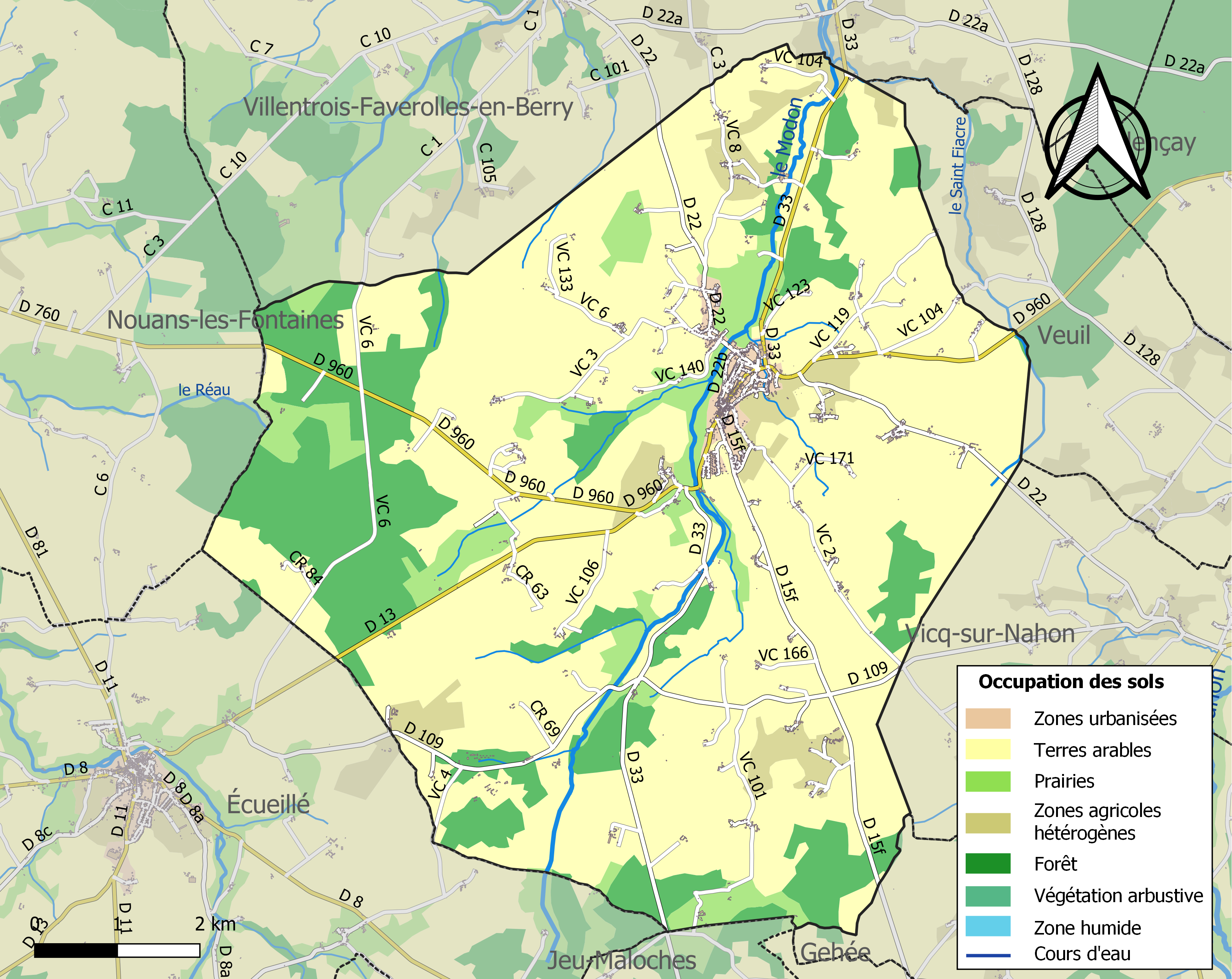
Carte des infrastructures et de l'occupation des sols de la commune en 2018 (CLC).

### Logement
Le tableau ci-dessous présente le détail du secteur des logements de la commune :
| Date du relevé                                              | 2013   |
| Nombre total de logements                                   | 916    |
| Résidences principales                                      | 80 %   |
| Résidences secondaires                                      | 11,2 % |
| Logements vacants                                           | 8,8 %  |
| Part des ménages propriétaires de leur résidence principale | 70,3 % |

### Risques majeurs
Le territoire de la commune de Luçay-le-Mâle est vulnérable à différents aléas naturels : météorologiques (tempête, orage, neige, grand froid, canicule ou sécheresse), feux de forêts, mouvements de terrains et séisme (sismicité faible). Un site publié par le BRGM permet d'évaluer simplement et rapidement les risques d'un bien localisé soit par son adresse soit par le numéro de sa parcelle.
Pour anticiper une remontée des risques de feux de forêt et de végétation vers le nord de la France en lien avec le dérèglement climatique, les services de l’État en région Centre-Val de Loire (DREAL, DRAAF, DDT) avec les SDIS ont réalisé en 2021 un atlas régional du risque de feux de forêt, permettant d’améliorer la connaissance sur les massifs les plus exposés. La commune, étant pour partie dans le massif de Rrouard et de Gâtine, est classée au niveau de risque 4, sur une échelle qui en comporte quatre (1 étant le niveau maximal).

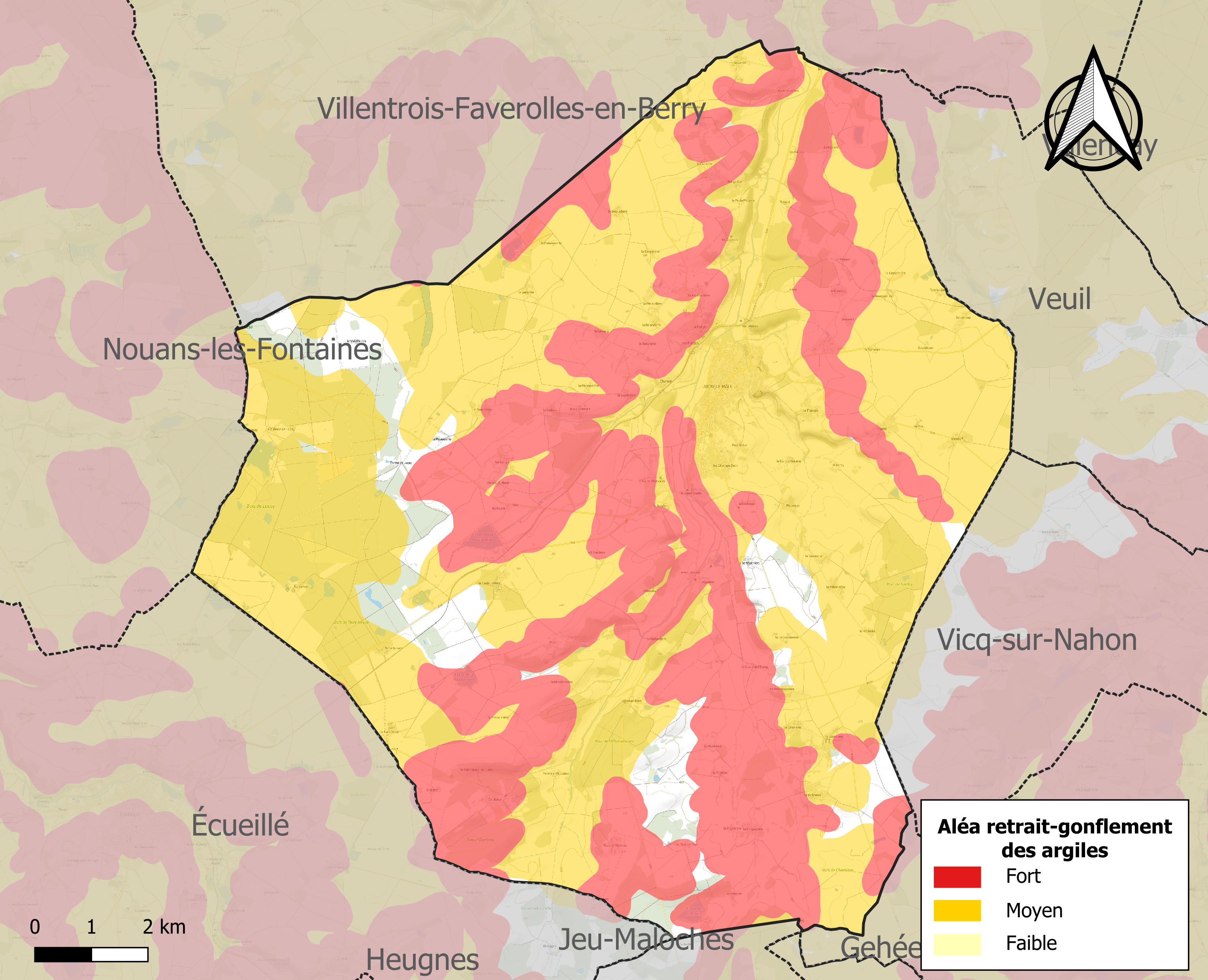
Carte des zones d'aléa retrait-gonflement des sols argileux de Luçay-le-Mâle.

Les mouvements de terrains susceptibles de se produire sur la commune sont des tassements différentiels.
Le retrait-gonflement des sols argileux est susceptible d'engendrer des dommages importants aux bâtiments en cas d’alternance de périodes de sécheresse et de pluie. 92,1 % de la superficie communale est en aléa moyen ou fort (84,7 % au niveau départemental et 48,5 % au niveau national). Sur les 918 bâtiments dénombrés sur la commune en 2019, 908 sont en aléa moyen ou fort, soit 99 %, à comparer aux 86 % au niveau départemental et 54 % au niveau national. Une cartographie de l'exposition du territoire national au retrait gonflement des sols argileux est disponible sur le site du BRGM,.
Concernant les mouvements de terrains, la commune a été reconnue en état de catastrophe naturelle au titre des dommages causés par la sécheresse en 1989, 1991, 1992, 1993, 2011 et 2018 et par des mouvements de terrain en 1999.

## Toponymie
Durant la Révolution française, pour suivre le décret de la Convention du 25 vendémiaire an II invitant les communes ayant des noms pouvant rappeler les souvenirs de la royauté, de la féodalité ou des superstitions, à les remplacer par d'autres dénominations, la commune, anciennement nommée Luçay-le-Mal, change de nom pour Luçay-le-Mâle, une appellation plus facile à porter que la précédente[Interprétation personnelle ?].
Ses habitants sont appelés les Lucéens.

## Histoire
Pour la seigneurie, Luçay passa au XVIe siècle des Châteauneuf aux Rochefort (une maison comtoise et bourguignonne), par le mariage en 1518 d'Antoinette de Châteauneuf, dame de Luçay et de Gargilesse, avec Jean de Rochefort de Pluvault ; au XIXe siècle, le célèbre polémiste Henri Rochefort (1831-1913) appartenait à cette famille.

## Politique et administration
La commune dépend de l'arrondissement de Châteauroux, du canton de Valençay, de la deuxième circonscription de l'Indre et de la communauté de communes Écueillé - Valençay.
Elle dispose d'un bureau de poste et d'un centre de première intervention.

### Liste des maires
| Période         | Période      | Identité           | Étiquette | Qualité                          |
| --------------- | ------------ | ------------------ | --------- | -------------------------------- |
| 4 décembre 1945 | ?            | Louis Baudry       | ?         | ?                                |
| 22 avril 1966   | 20 juin 1972 | Jean Thibault      | RPR       | Député de l'Indre de 1978 à 1981 |
| 1999,           | mars 2014    | Jean-Pierre Rabier | DVD       | Exploitant agricole              |
| mars 2014       | En cours     | Bruno Taillandier  | DVD       | Cadre                            |

## Population et société

### Démographie
L'évolution du nombre d'habitants est connue à travers les recensements de la population effectués dans la commune depuis 1793. Pour les communes de moins de 10 000 habitants, une enquête de recensement portant sur toute la population est réalisée tous les cinq ans, les populations de référence des années intermédiaires étant quant à elles estimées par interpolation ou extrapolation. Pour la commune, le premier recensement exhaustif entrant dans le cadre du nouveau dispositif a été réalisé en 2005.

En 2022, la commune comptait 1 315 habitants, en évolution de −4,36 % par rapport à 2016 (Indre : −3 %, France hors Mayotte : +2,11 %).
| 1793  | 1800  | 1806  | 1821  | 1831  | 1836  | 1841  | 1846  | 1851  |
| ----- | ----- | ----- | ----- | ----- | ----- | ----- | ----- | ----- |
| 1 389 | 1 346 | 1 454 | 1 520 | 1 686 | 1 867 | 1 845 | 1 840 | 1 642 |

| 1856  | 1861  | 1866  | 1872  | 1876  | 1881  | 1886  | 1891  | 1896  |
| ----- | ----- | ----- | ----- | ----- | ----- | ----- | ----- | ----- |
| 1 737 | 1 733 | 1 775 | 1 750 | 1 709 | 1 711 | 1 737 | 1 740 | 1 870 |

| 1901  | 1906  | 1911  | 1921  | 1926  | 1931  | 1936  | 1946  | 1954  |
| ----- | ----- | ----- | ----- | ----- | ----- | ----- | ----- | ----- |
| 1 890 | 1 950 | 1 975 | 1 789 | 1 832 | 1 843 | 1 801 | 1 841 | 1 734 |

| 1962  | 1968  | 1975  | 1982  | 1990  | 1999  | 2005  | 2006  | 2010  |
| ----- | ----- | ----- | ----- | ----- | ----- | ----- | ----- | ----- |
| 1 873 | 2 008 | 2 077 | 2 334 | 2 160 | 1 706 | 1 587 | 1 538 | 1 480 |

| 2015  | 2020  | 2022  | - | - | - | - | - | - |
| ----- | ----- | ----- | - | - | - | - | - | - |
| 1 385 | 1 324 | 1 315 | - | - | - | - | - | - |

### Enseignement
La commune dépend de la circonscription académique d'Issoudun.

### Manifestations culturelles et festivités
Chaque année plusieurs fêtes sont organisés dans la commune comme : la « foire Saint-Denis » (connue aussi sous le nom de « foire aux Mâles ») a lieu tous les 1er octobre, la « fête de l'École » et la « fête de Noël » (cette fête a lieu souvent au vers la dizaine de décembre et l'assemblée aux forges, qui a lieu vers le mois de mai près de la gare).

### Sports
Un site de baignade non surveillé (plage de la Foulquetière) est présent dans la commune.

### Médias
La commune est couverte par les médias suivants : La Nouvelle République du Centre-Ouest, Le Berry républicain, L'Écho - La Marseillaise, La Bouinotte, Le Petit Berrichon, France 3 Centre-Val de Loire, Berry Issoudun Première, Vibration, Forum, France Bleu Berry et RCF en Berry.

## Économie
La commune se situe dans la zone d’emploi de Romorantin-Lanthenay et dans le bassin de vie de Valençay.
La viticulture est l'une des activités de la commune, qui se trouve dans la zone couverte par l'AOC valençay.
La commune se trouve dans l'aire géographique et dans la zone de production du lait, de fabrication et d'affinage des fromages Valençay et Sainte-maure-de-touraine.
Un camping est présent dans la commune. Il s'agit du camping municipal de La Foulquetière qui dispose de 30 emplacements.

## Culture locale et patrimoine

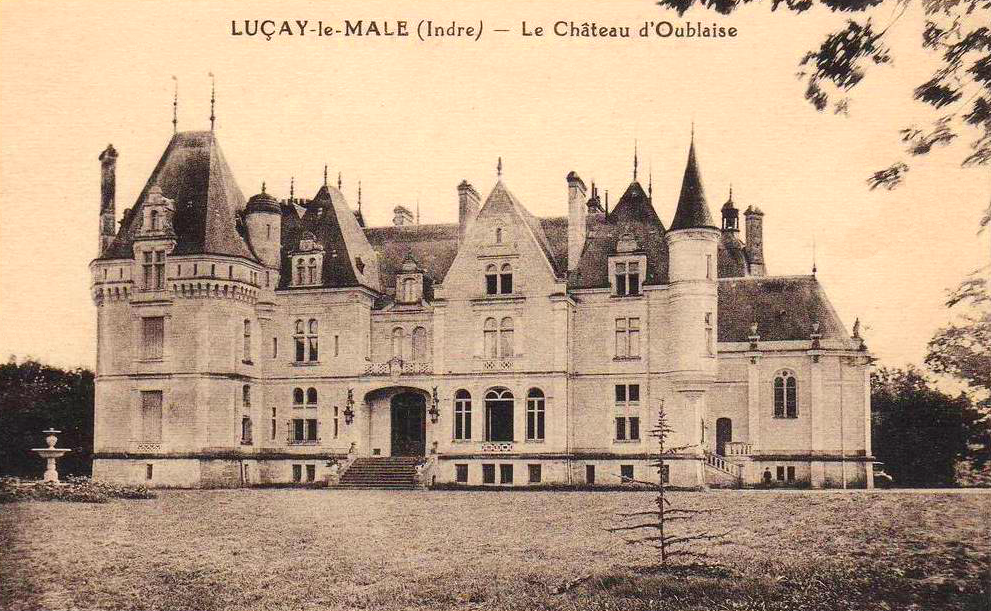
Le château d'Oublaise vers 1900.

- Château d'Oublaise[41] (anciennement Oublesse) bâti au XIXe siècle par Gaston de Préaulx (1821 - 1886), 9e marquis de Préaulx, qui y vécut jusqu'à sa mort. Il fut construit sur les fondations d'un ancien château édifié en 1675, rasé pour faire place au nouveau. Il devint ensuite la propriété d'un des quatre enfants du 9e marquis de Préaulx, sa fille Marie Charlotte de Preaulx, dernière marquise d'Aligre. Cette dernière en fit don dès sa naissance en 1906 à Amaury de Preaulx, 11e et dernier marquis (né le 4 avril 1906 au Fresne) et mort le 24 juin 1971). Le château resta dans cette même famille jusqu'à sa vente en 1935.
- Château de l'Allemandière[41]
- Église[41]
- Falaise de pierres[41]
- Lavoir[41]
- Manoir de La Foulquetière[41]
- Monument aux morts
- Musée de la Pierre à Fusil[42],[41]

### Héraldique, logotype et devise
| Blason de Luçay-le-Mâle | Blason  | D'or aux trois tours soudées d'argent, au chef d'azur chargé de trois fleurs de lys du champ. Variante : D’or à trois tours d’Argent (sic) au chef d’Azur chargé de trois fleurs de Lys d’Or. |
| Blason de Luçay-le-Mâle | Détails | Les armoiries de métal sur métal, ou de couleur sur couleur sont dites à enquerre, du vieux mot enquerre, s’enquérir, s’informer, parce que comme elles sont contraires aux lois héraldiques, elles donnent occasions de demander pourquoi on les porte ainsi. Le statut officiel du blason reste à déterminer. |